# Take (revista)
Take é uma revista mensal de cinema portuguesa, editada online. Criada em Fevereiro de 2008, tem José Soares como director e Miguel Reis como editor. A redacção baseia-se sobretudo em autores de blogues portugueses sobre cinema, publicando a revista críticas, notícias, entrevistas, dossiers sobre determinados géneros e outros artigos sobre a 7.ª Arte.